# Eerste Kamerverkiezingen 2019/Kandidatenlijst/VVD
De kandidatenlijst voor de Eerste Kamerverkiezingen van 2019 van de lijst VVD (lijstnummer 1) is na controle door de Kiesraad als volgt vastgesteld:
1. Jorritsma-Lebbink A. (Annemarie) (v), Almere
2. Bruijn J.A. (Jan Anthonie) (m), Wassenaar
3. Klip-Martin T. (Tanja) (v), Dalen
4. van Ballekom W.T. (Pim) (m), Lasne (BE)
5. de Bruijn-Wezeman R.G. (Reina) (v), Oss
6. Adriaansens M.A.M. (Micky) (v), Blaricum
7. Geerdink P.W. (Paulien) (v), Groningen
8. Meijer H.J. (Henk Jan) (m), Zwolle
9. de Blécourt-Wouterse M.A. (Mirjam) (v), Bosch en Duin
10. Wever R. (Roel) (m), Heerlen
11. van der Burg E. (Eric) (m), Amsterdam
12. Arbouw A.L.E. (Alfred) (m), Prinsenbeek
13. Fokkens-Kelder M.A. (Avine) (v), Leeuwarden
14. Keunen J.E.E. (Jan) (m), Nijmegen
15. Vos L.B. (Lucas) (m), Amsterdam
16. van den Berg C.F. (Caspar) (m), 's-Gravenhage
17. Ikkersheim D.E. (David) (m), Utrecht
18. Meeuwissen M.A.M. (René) (m), Oirschot
19. Vogels H.W. (Rian) (v), Heemstede
20. van der Linden M.N.J. (Marjolein) (v), Hilversum
21. Dekkers H.A.R.R. (Huub) (m), Riel
22. Salomons R.M. (Roelof) (m), Leiden
23. Bierens C.W. (Kees) (m), Meliskerke
24. Muntinga M.A. (Marc) (m), Havelte
25. Hijmans M.B. (Michiel) (m), 's-Gravenhage
26. Bieze-van Eck C.G. (Conny) (v), Twello
27. Kok G.J. (Gerrit Jan) (m), Enschede
28. Barneveld Binkhuysen F.H. (Frits) (m), Rumpt
29. Cool A.J. (Bram) (m), Blaricum
30. Koning J.C. (Hans) (m), Frankfurt am Main (DE)
31. Pliester J.G. (Jeroen) (m), Amsterdam
32. Serlie G. (Ton) (m), Dalen
33. van Lent O.G.H. (Oscar) (m), Heemstede
34. van Woensel P.T. (Pieter) (m), Leiden
35. Vennix W.J.M. (Wil) (m), Diessen
36. Siccama Hiemstra R.K. (René) (m), Rijswijk
37. van Benthem-den Bakker J.L.M. (Joanneke) (v), Dordrecht
38. van Hooff I. (Irene) (v), Almere
39. Scherrenberg J.J.M.W. (Joël) (m), Nistelrode
40. van der Wilk-van Baren E.W. (Elly) (v), Naaldwijk
41. de Hoog J.A. (Hans) (m), 's-Gravenhage

VVD · PVV · CDA · D66 · GroenLinks · SP · PvdA · ChristenUnie · Partij voor de Dieren · 50PLUS · SGP · DENK · FVD · Blanco lijst 15 · OSF
1948 · 1951 · 1952 · 1955 · 1956 (I) · 1956 (II) · 1960 · 1963 · 1966 · 1969 · 1971 · 1974 · 1977 · 1980 · 1981 · 1983 · 1986 · 1987 · 1991 · 1995 · 1999 · 2003 · 2007 · 2011 · 2015 · 2019 · 2023